# Barreau de Laval
Le Barreau de Laval est un barreau de section du Barreau du Québec.

## Description
Le Barreau de Laval est un barreau québécois indépendant, bien qu'il envoie des membres siéger au Conseil d'administration et au Conseil des sections du Barreau du Québec et qu'ils y ont le droit de vote,. En tant qu'ordre professionnel d'avocats, le Barreau de Laval offre des services d'accès à la justice aux citoyens qui les requièrent tout en veillant aux intérêts de ses membres et à la transparence de leur profession,,.
C'est en 1991 qu'est fondé le Barreau de Laval. La fondation de ce nouveau barreau est rendu possible grâce à l'adoption par l'Assemblée nationale de la Loi modifiant la Loi sur le Barreau, le 21 novembre 1990. Le Barreau de Laval ne possède qu'un seul district judiciaire, celui de Laval, et ce dernier n'a juridiction qu'au sein de la ville de Laval. À ce titre, Laval est la seule ville au Québec à être desservie par un seul barreau au sein d'un district judiciaire qui ne comporte qu'une seule ville. Le Barreau de Laval est également le plus petit barreau de section en termes de superficie.
En 2017, 859 avocats sont membres du Barreau de Laval. L'instance régissant le barreau lavallois est le Conseil d'administration, dont les sièges à remplir sont ceux de bâtonnier, premier conseiller, secrétaire, trésorier, deux conseillers, président du Jeune Barreau de Laval, avec comme dernier poste celui de bâtonnier sortant.

## Historique

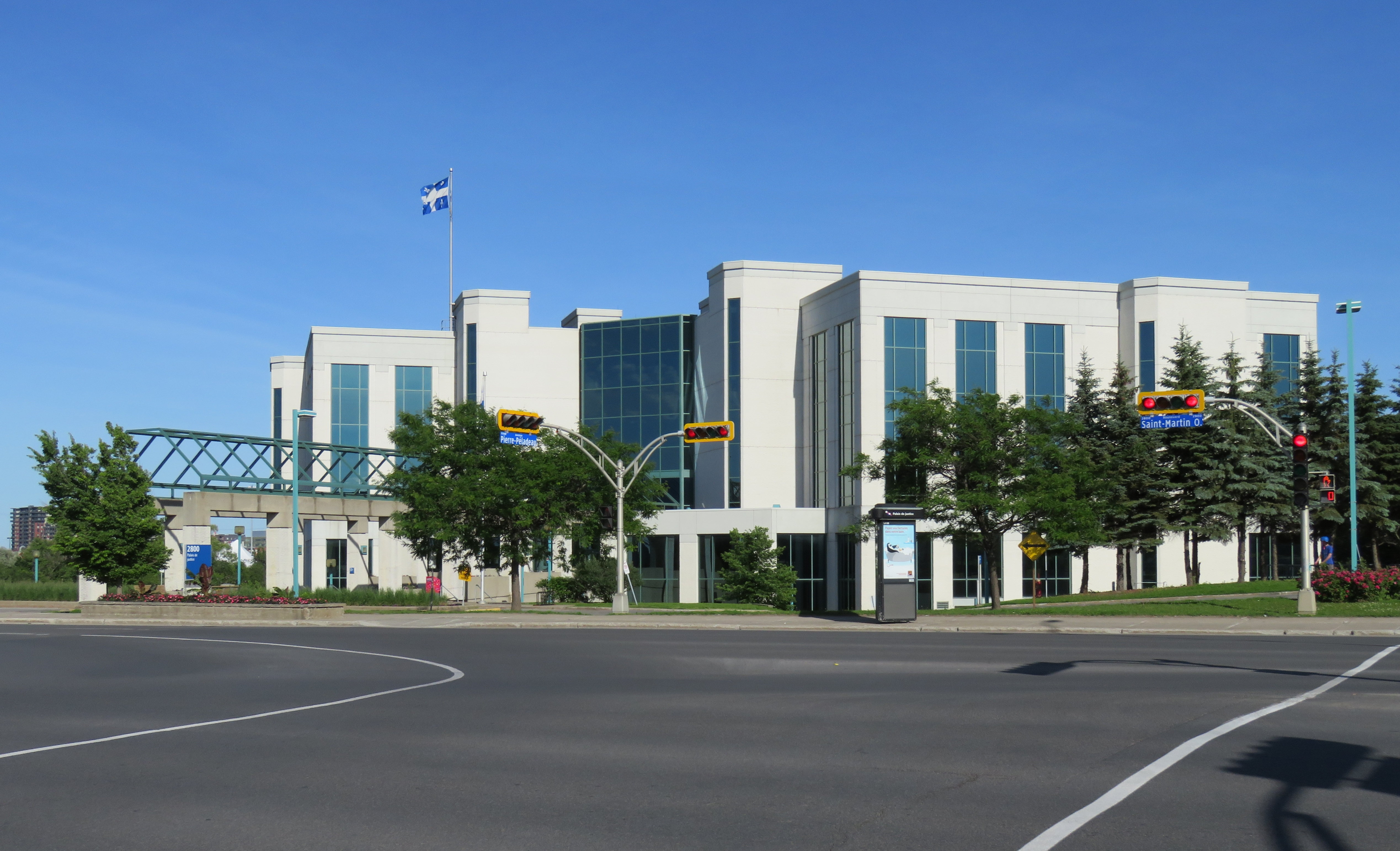
Palais de justice de Laval.

À venir.

## Liste des bâtonniers de Laval
Le bâtonnier de Laval, ou la bâtonnière de Laval, est élu au suffrage universel par l'ensemble des membres du Barreau de Laval et son mandat est d'une seule année, renouvelable sous certaines conditions.
Gras → indique un bâtonnier du Québec.
- Jacques R. Roy (1991-1993)
- Francis Gervais (1993-1994)
- François Alepin (1994-1995)
- Isabelle Roy (1995-1996)
- Robert Hayes (1996-1997)
- Chantal Décarie (1997-1998)
- Yvan Nolet (1998-1999)
- Danyel Laporte (1999-2000)
- Brigitte Gauthier (2000-2001)
- Michel B. Fournier (2001-2002)
- Yves Majeau (2002-2003)
- Donato Centomo (2003-2004)
- Jean L. Beauchamp (2004-2005)
- Jean-Pierre Archambault (2005-2006)
- Jean-Claude Dubé (2006-2007)
- Annie Breault (2007-2008)
- Julie Messier (2008)
- Jean-Claude Dubé (2008-2009)
- Richard Letendre (2009-2010)
- Thierry Usclat (2010-2011)
- Jacques Trudeau (2011-2012)
- Maryse Bélanger (2012-2013)
- Martine Nolin (2013-2014)
- Normand La Badie (2014-2015)
- Annie Fortin (2015-2016)
- Marie-Janou Macerola (2016-2017)
- Mireille Beaudet (2017-2018)
- Normand Haché (2018-2019)
- Maxime Alepin (2019-2020)
- Carole Tremblay (2020-2021)

#### Droit
- Avocat, Juriste
- Droit au Québec, Droit civil
- Histoire du droit au Québec
- XXe siècle en droit au Québec, XXIe siècle en droit au Québec
- Système judiciaire du Québec, Loi du Québec
- Barreau du Québec, Bâtonnier du Québec
- Districts judiciaires du Québec
- Code civil du Bas-Canada, Code criminel du Canada